# Habrotrocha fuscochlaena
Habrotrocha fuscochlaena är en hjuldjursart som beskrevs av De Koning 1947. Habrotrocha fuscochlaena ingår i släktet Habrotrocha, och familjen Habrotrochidae. Inga underarter finns listade.